# 段培元
段培元，字履旋，順天府大興縣（今屬北京市）人。清朝政治人物，同進士出身。

## 生平
段培元為道光十七年（1837年）丁酉科舉人，道光二十七年（1847年）張之萬榜三甲進士。任吏部主事。